# Adalbert Štýrský
Adalbert Štýrský (něm. Adalbero der Raue; † 28. listopadu 1080/1082 Ennstal) byl štýrský markrabě a hrabě z Ennstalu z rodu hrabat z Traungau.

## Život
Narodil se jako starší syn markraběte Otakara I. a jeho choti Wilbirgy, dcery Adalberta z Eppensteinu, pána Korutan a Verony. Štýrskou marku zdědil po otcově skonu roku 1075 a stejně jako otec ve sporu o investituru zůstal na straně císaře Jindřicha IV. i proti svému mladšímu bratrovi Otakarovi. Nakonec se po neúspěšném bojovém střetnutí s Otakarem vzdal markrabství a byl v listopadu blíže neznámého roku v Ennstalu zavražděn vlastními vazaly.